# Ambas-bay
 (mai 2013).
Si vous disposez d'ouvrages ou d'articles de référence ou si vous connaissez des sites web de qualité traitant du thème abordé ici, merci de compléter l'article en donnant les références utiles à sa vérifiabilité et en les liant à la section « Notes et références ».

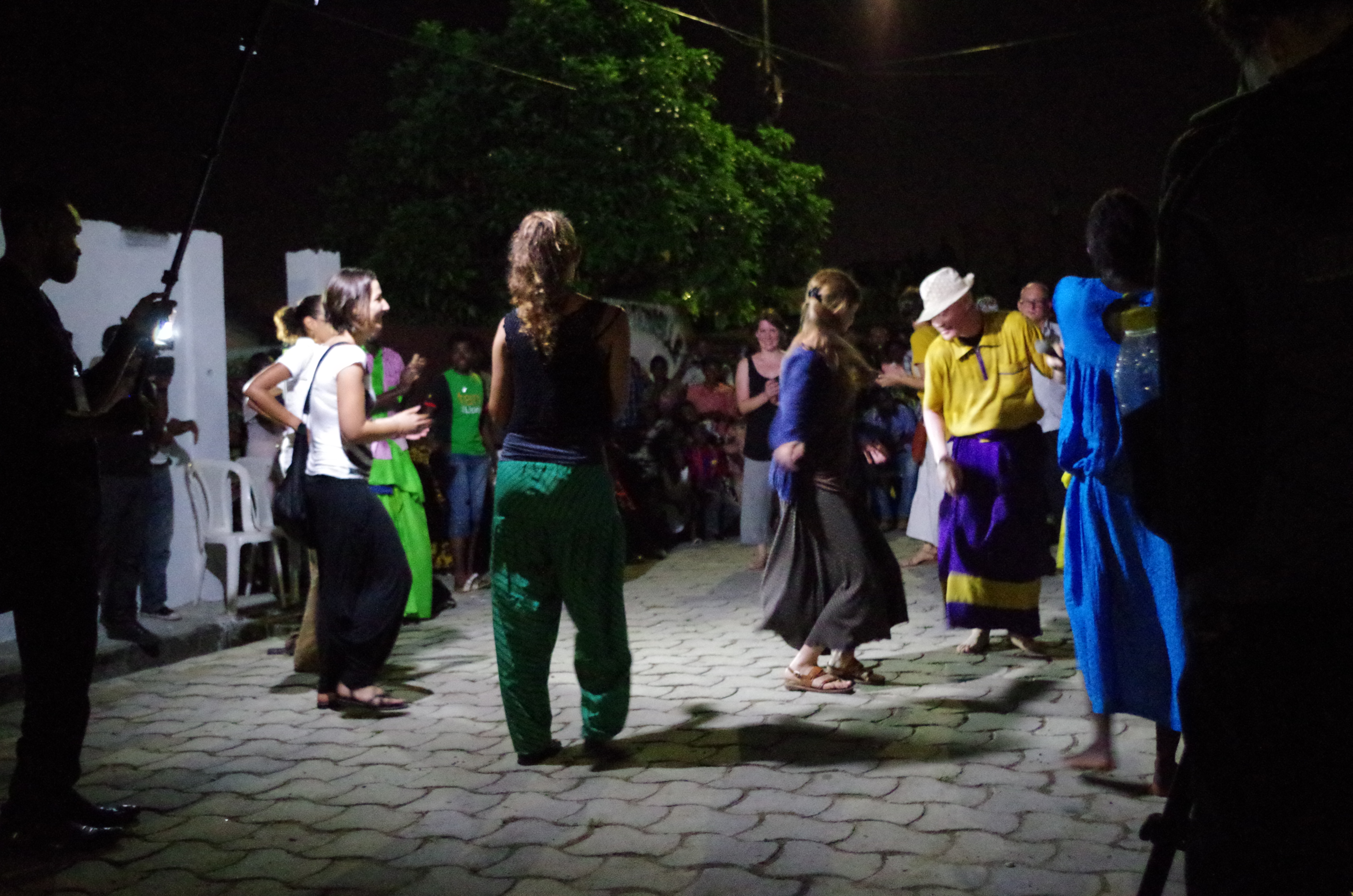
Un danseur vêtu d'un pagne traditionnel avec une figurante

L’Ambas-Bay (nom anglais de la baie d'Ambas dans le golfe de Guinée au large de Douala) est une danse traditionnelle camerounaise, et un rythme originaire du peuple Yabassi de la province du Littoral.  

## Origines et évolutions
Les populations locales se sont inspirées des danses allemandes pendant la colonisation allemande pour enrichir l’Ambas-bay. Les danses sont en réalité des parodies de danses de la cour en Allemagne. On se tient par les coudes, on virevolte. Le caractère de cette danse est allemand avec des ordres aux danseurs comme dans le Bol . A bien écouter ces ordres on entend l’allemand « ein zweig » littéralement « une direction ». 
Par son appartenance au peuple Sawa et d'autre part son affiliation au makossa, la musique jouée est principalement chantée en Douala. La danse a été popularisée à partir des années 1960 par Sallé John, dit le « Roi de l'Ambas-Bay ».

## Description
D'une sonorité très rythmée, la musique est composée principalement pour guitare, dont originellement le moundende, et de percussions issus de bâtons et de bouteilles. Très souvent chorégraphiée en groupe, elle peut cependant se danser en solo ou en couple. 
L'Ambas-Bay se danse en groupe, en couple et en solo. En couple, il ressemble à un balai où les danseurs balancent leurs épaules telles les ailes des oiseaux, la danse est composée d'enchaînements de pas fluides et de mouvements du corps saccadés effectués en accord avec la musique, qui est généralement le makossa. Afin d'exécuter cette danse, les danseurs se doivent d'être vêtus des tenues traditionnelles sawa et de Kaba' pour les femmes.

## Artistes connus d'Ambass-Bay
liste d'après www.afrisson.com
- Lobé Ramaud
- Belmond M'Packo
- Salle John

Pratique de la danse
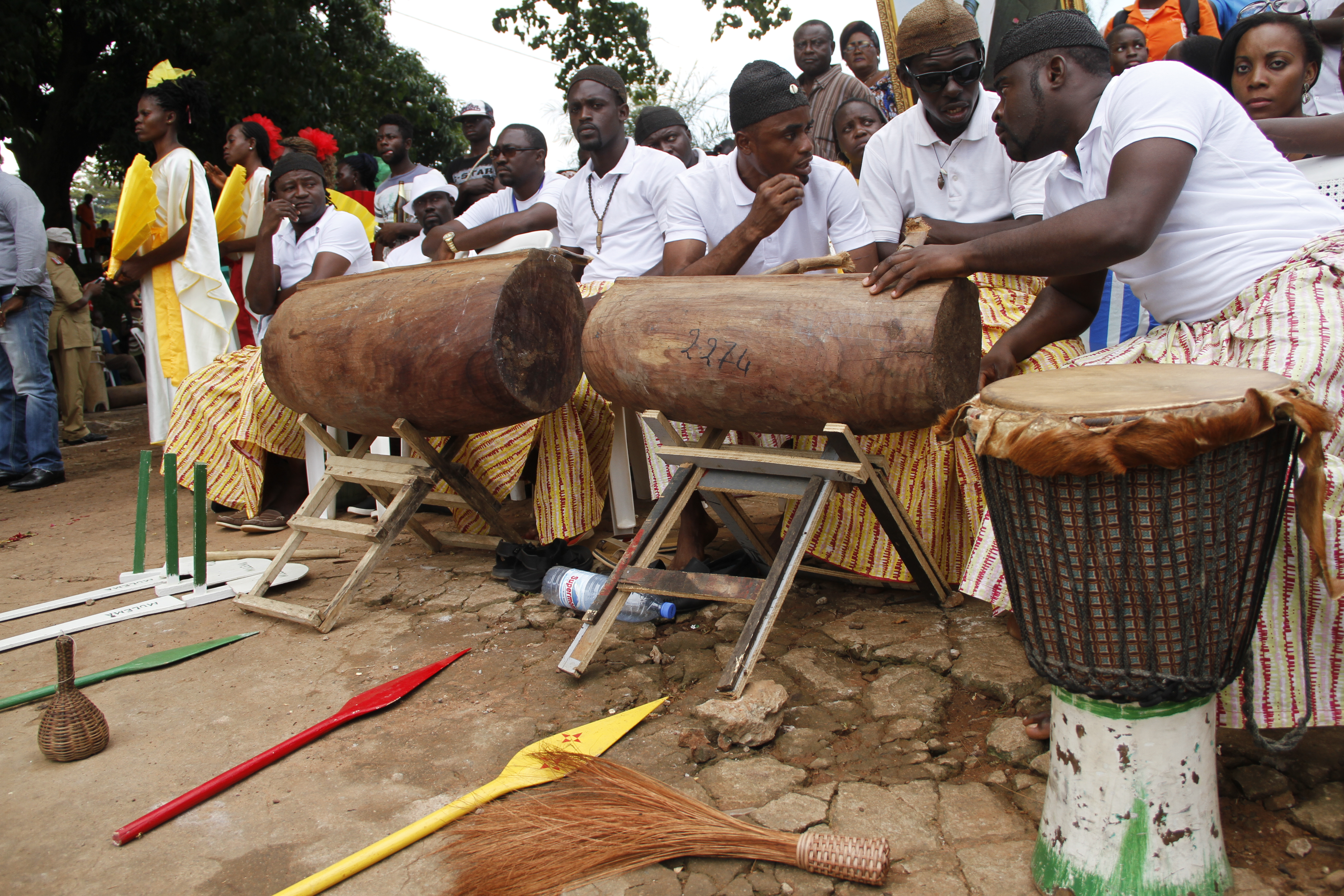
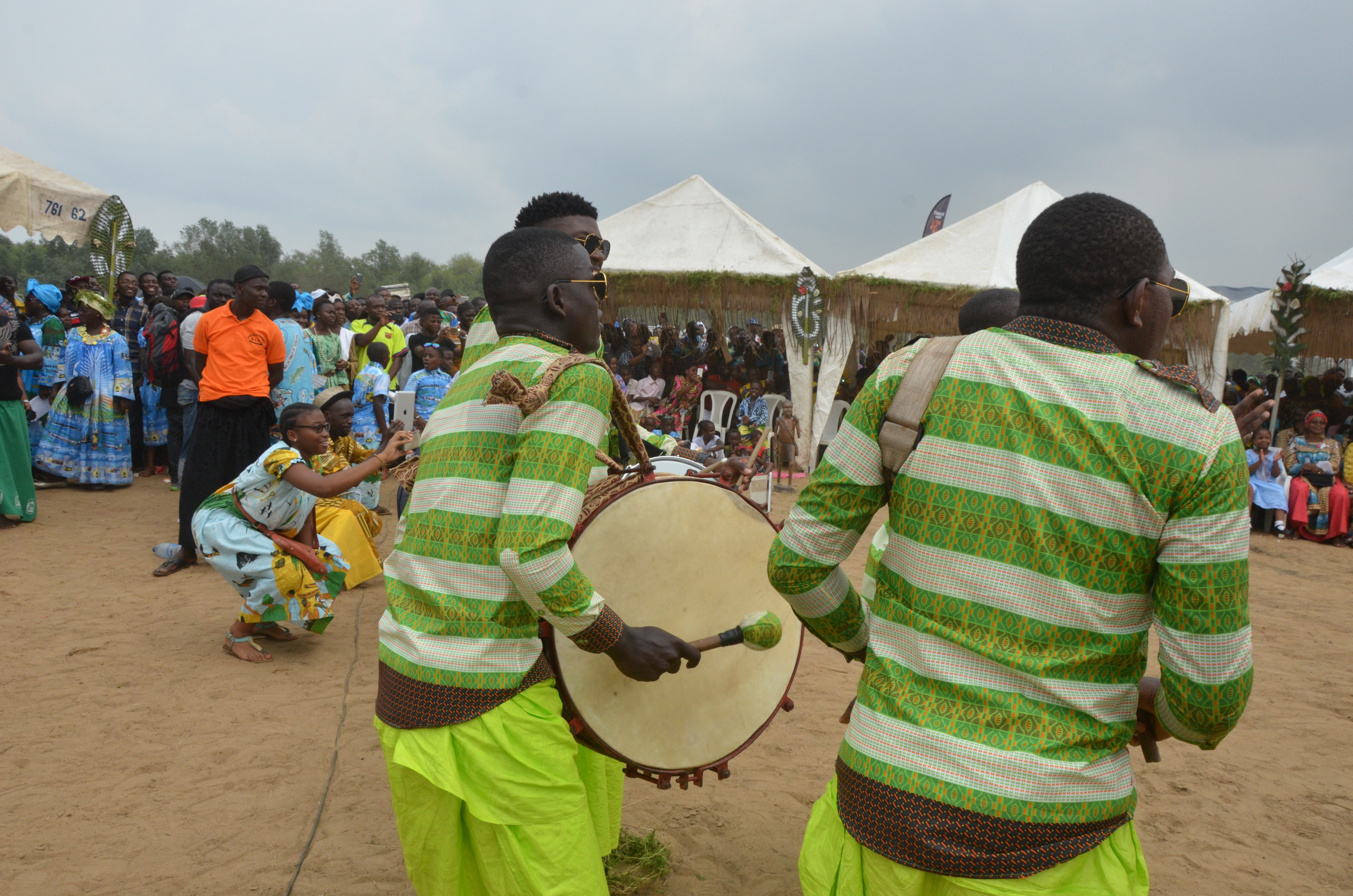
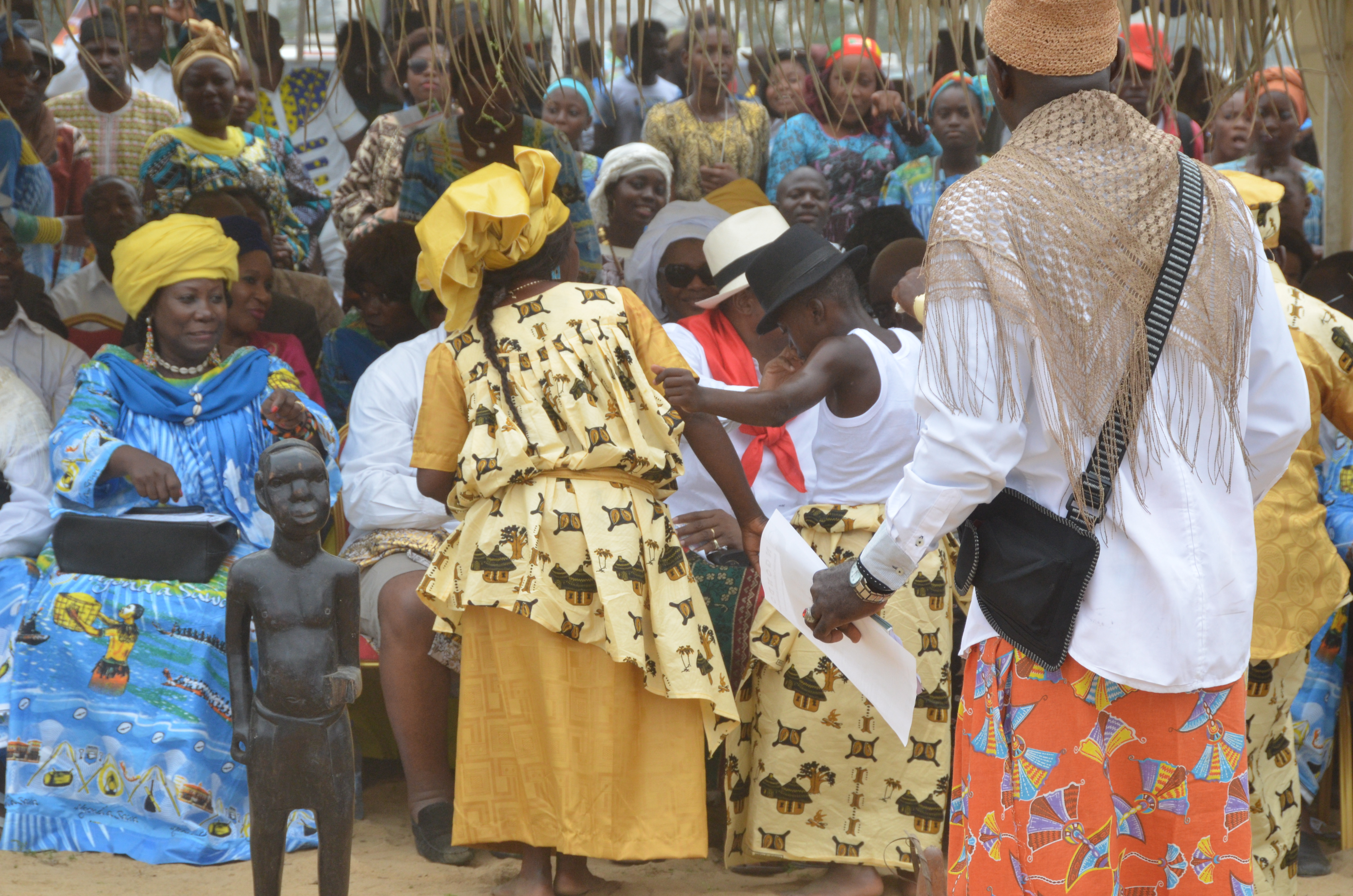
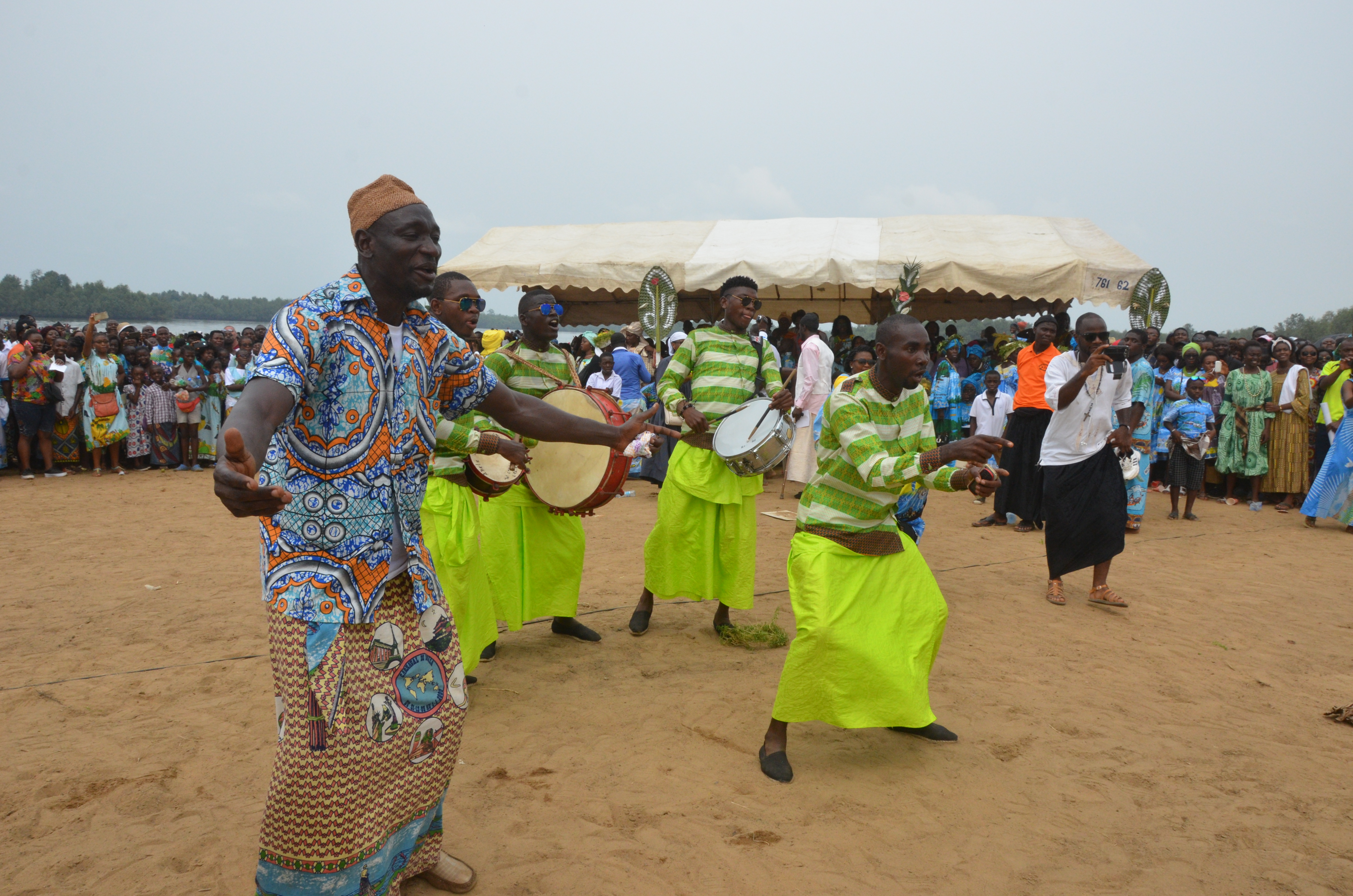
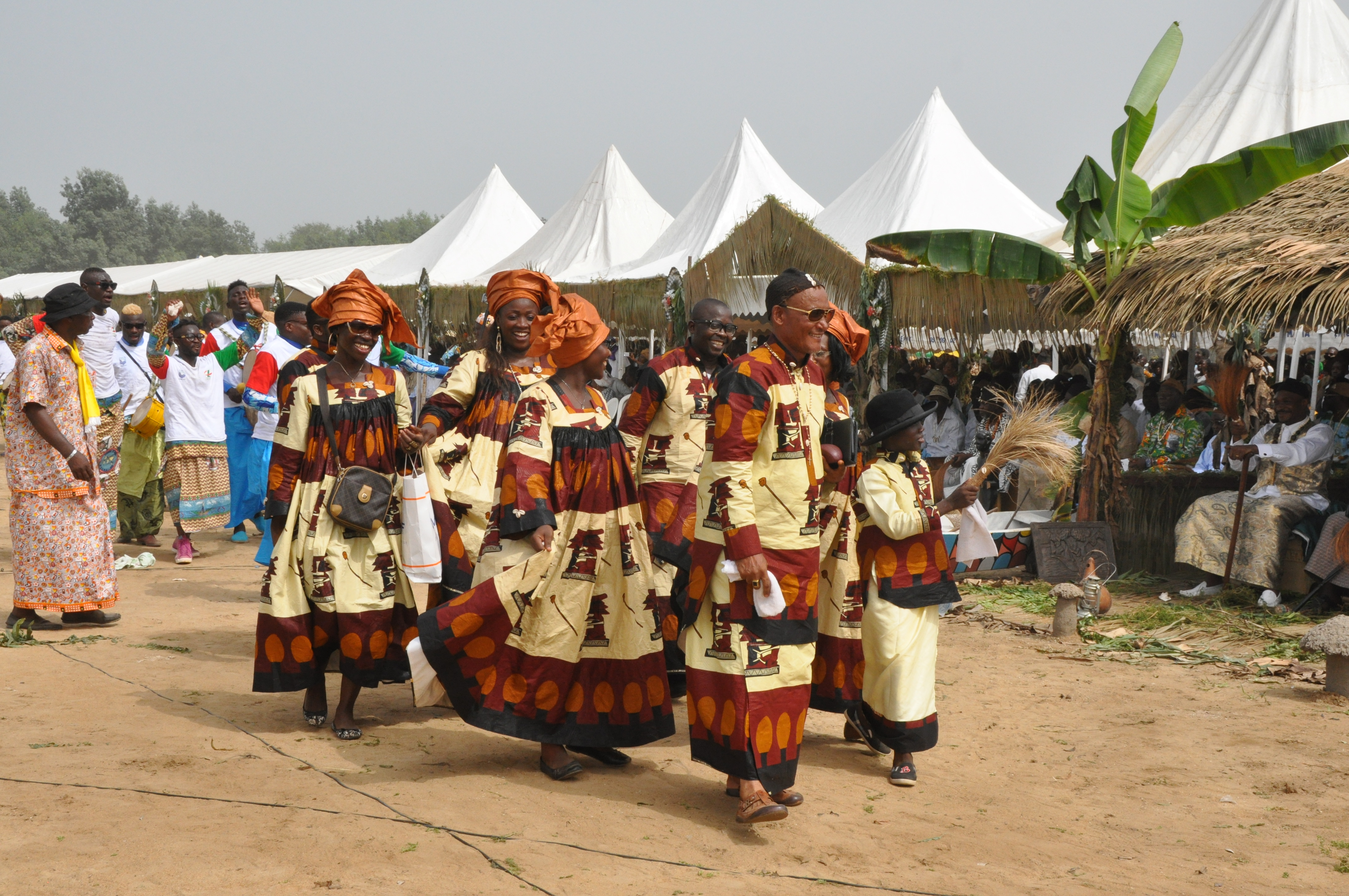
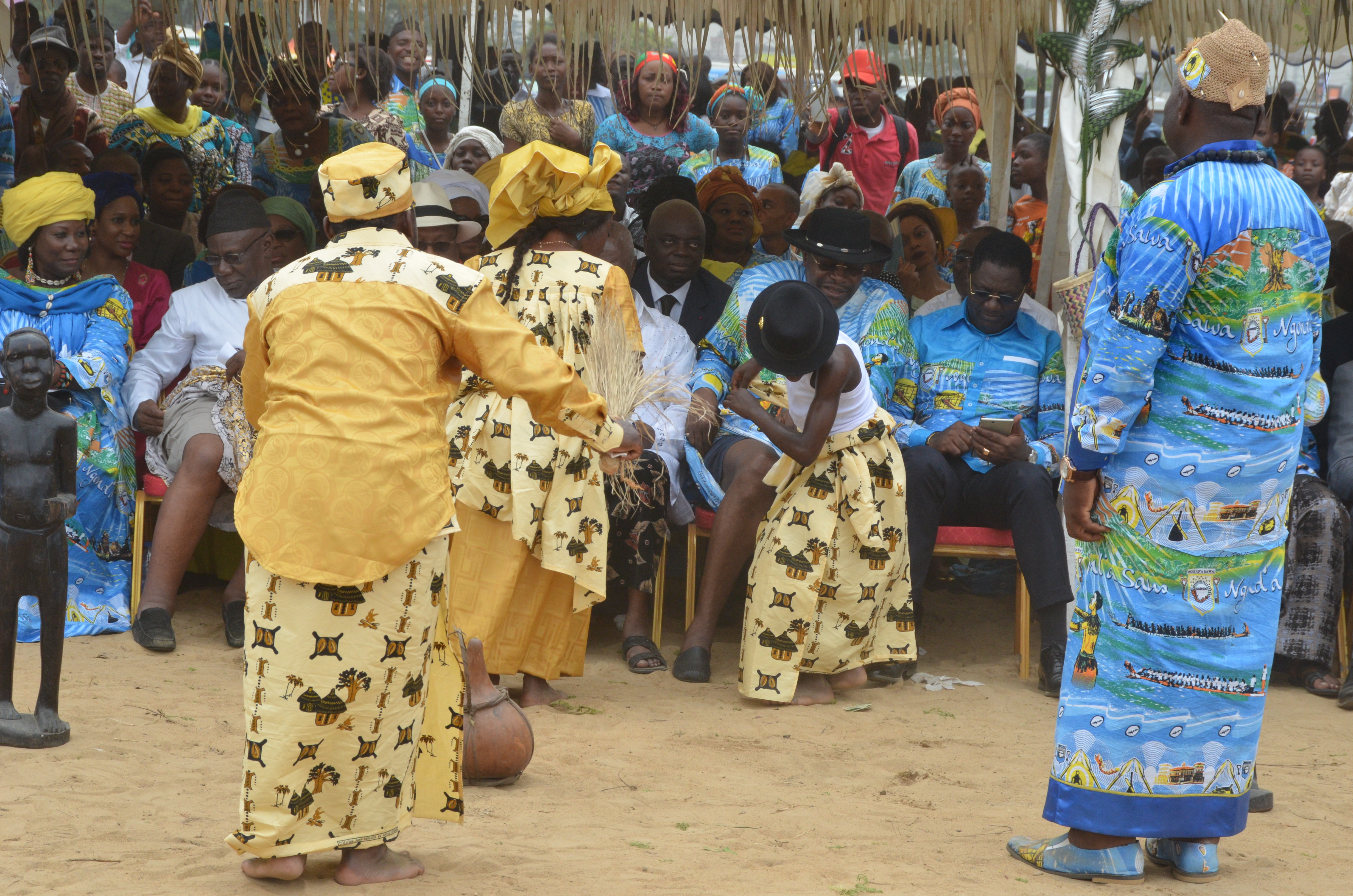
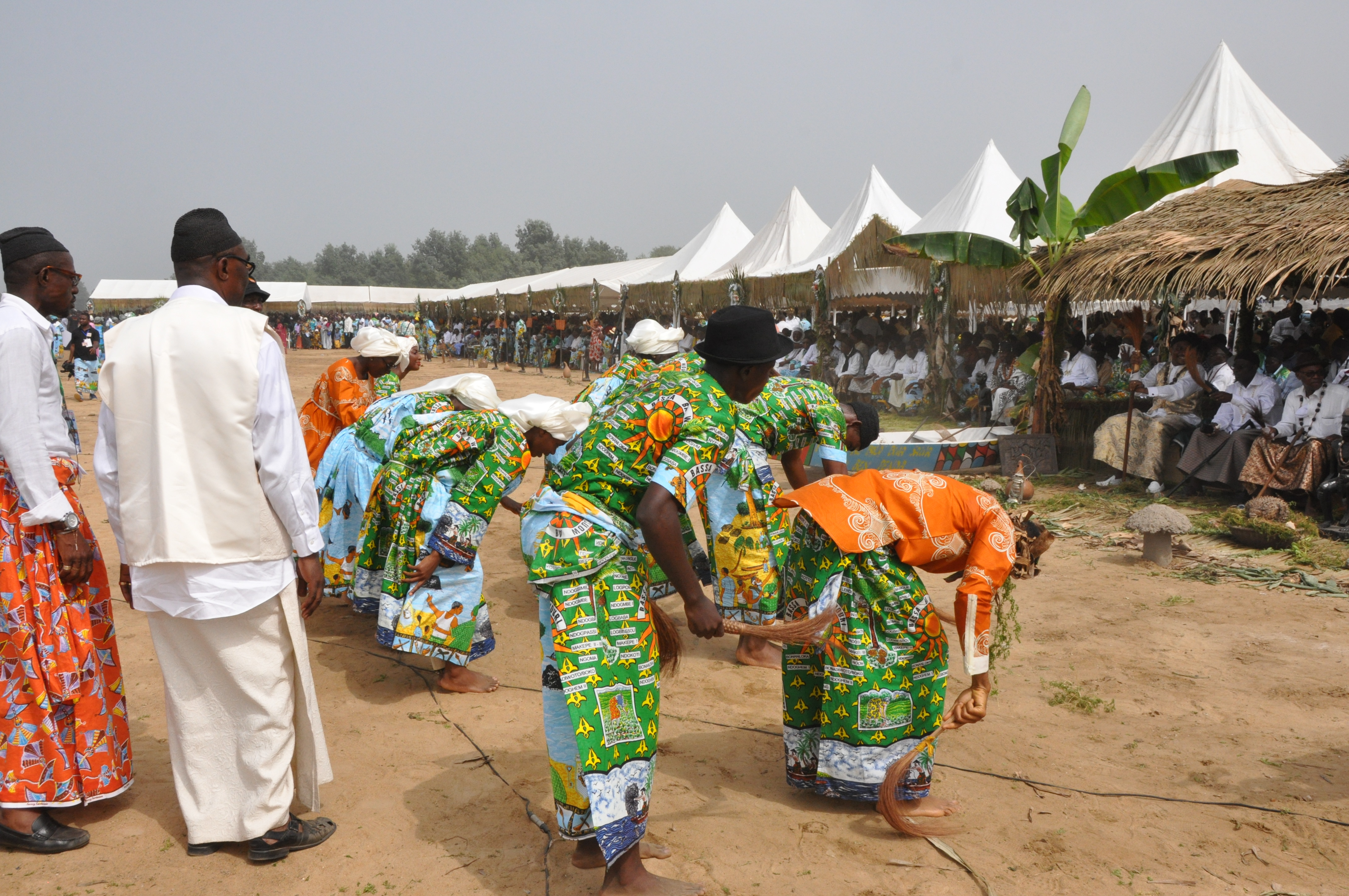
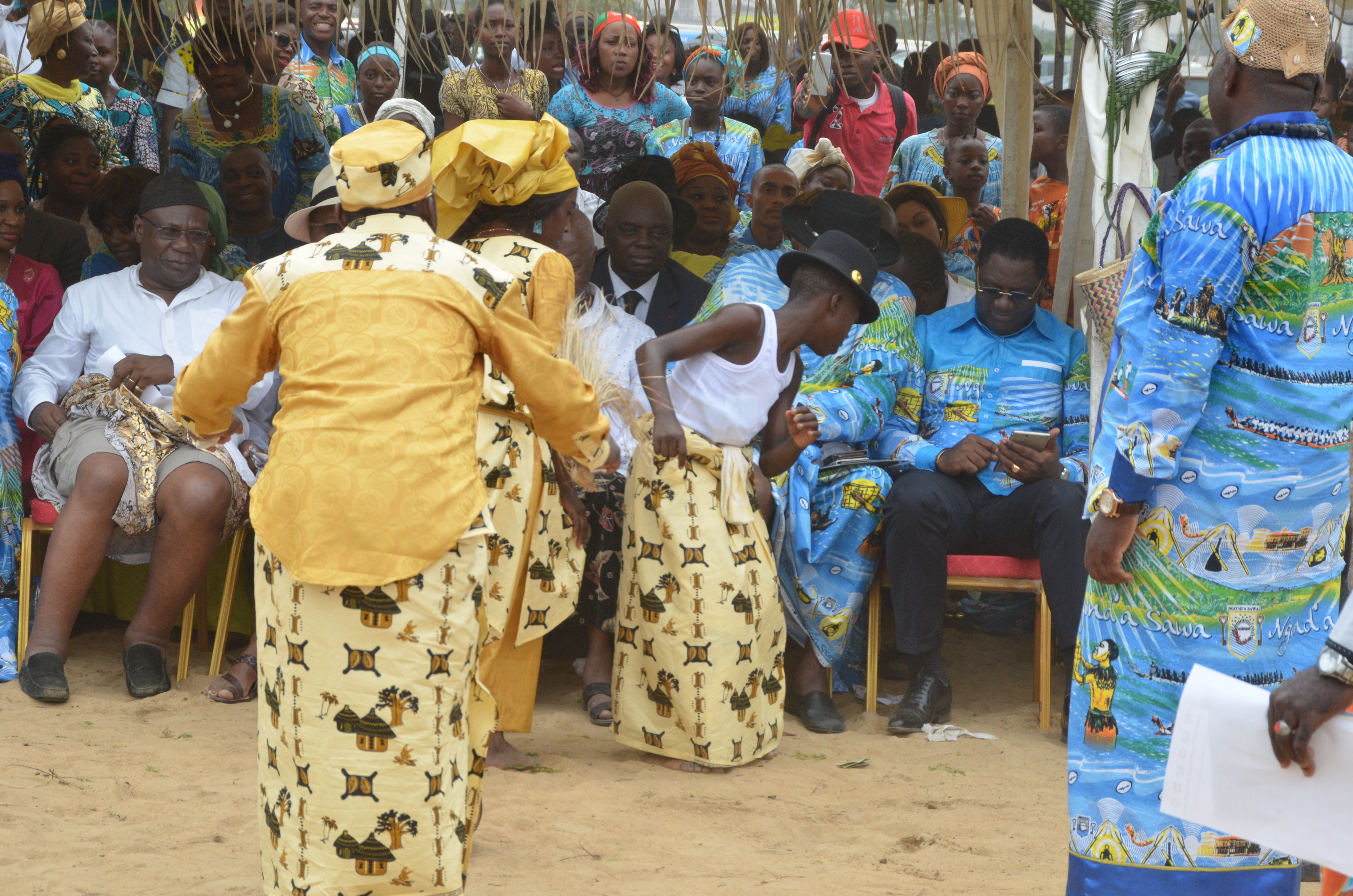